# 김대현 (배우)
김대현(1991년 4월 17일 ~)은 대한민국의 배우이다. 2017년 방귀대장 뿡뿡이에서 짜잔형 역으로 데뷔하였다.

## 출연작
- 2017년 ~ 2022년 방귀대장 뿡뿡이 - 짜잔형